# Jolena Baldini
Jolena Baldini (Vernio, 16 gennaio 1921 – Roma, 3 settembre 2009) è stata una scrittrice italiana.

## Biografia
Comincia a scrivere a 16 anni, con favole in versi, a Primarosa, diretto dalla torinese signora Miotto. A 19 anni collabora alla Tribuna con Arnaldo Frateili con racconti, ma il ministro Gaetano Polverelli abolisce la terza pagina a causa della guerra. Riprende a lavorare nel dopoguerra con Tomaso Smith per il Paese e successivamente a Paese Sera diretto da Fausto Coen con una rubrica di varia umanità: il Settevolante, firmandosi Berenice. Pubblicata tutti i giorni, aveva come logo una lunga treccia (da qui il nome Berenice, la regina dalla folta chioma, moglie di Tolomeo III Evergete, in un'elegia di Callimaco) disegnata in ordine da Renato Guttuso, Renzo Vespignani e Corrado Cagli. Collabora a paginoni con inchieste a tema, interrogando personaggi diversi.
Ha scritto due romanzi: L'innamorata (Mursia) e Il Tevere d'oro (Newton&Compton).
Alcune sue interviste più importanti sono state raccolte nel libro Presi a volo (Editori Riuniti), che comprende personaggi come Luchino Visconti, Eugenio Montale, Pier Paolo Pasolini, Alberto Moravia, Eduardo De Filippo, Luigi Silori, Cesare Zavattini, Bruno Zanin, Giorgio De Chirico, ecc.
Ha inoltre scritto una biografia del regista Mauro Bolognini (edita dal comune di Pistoia) e due libri-intervista, uno su Giorgio De Chirico e l'altro su Anna Magnani.